# Annulering
Annulering is het afzeggen van een eerder gemaakte afspraak. Voor reizen en vakanties bestaat de mogelijkheid een annuleringsverzekering af te sluiten die in bepaalde omstandigheden de financiële schade beperkt.

## Trivia
- Het Engelse annulation moet niet verward worden met 'annulering', maar betekent anellering, een begrip uit de scheikunde.